# Богодуховский район
Богоду́ховский райо́н (укр. Богодухівський район) — административная единица на северо-западе Харьковской области Украины. Административный центр — город Богодухов.

## География
Площадь — 1160 км². Район граничит на севере с Великописаревским и Ахтырским районами Сумской области, а также с Белгородской областью России, на юге — с Валковским районом Харьковской области, на западе — с Краснокутским районом Харьковской области, на востоке — с Золочевским и Дергачевским районами Харьковской области.
Основные реки — Мерла, Крысинка, Рябинка, Мерчик, Мокрый Мерчик, Братеница, Купьеваха, Иваны, Мандрычина, Криворотовка.

## История
Богодуховский район образован в УССР постановлением Президиума Всеукраинского Центрального Исполнительного Комитета № 315 от 7 марта 1923 года.
Богодуховский край был и остается хлебопашеским. Этому способствуют его географическое положение, рельеф, а также климатические и естественные условия. В начале 1920 года почти 80 процентов крестьянских дворов, где проживало 24000 человек, ожидали перераспределения земли. Основным тормозом в развитии сельского хозяйства в те времена была продразвёрстка. В 1922 году район сильно пострадал от засухи и голода. В первой половине года голодало 13 630 лиц, половину из которых составляли дети в возрасте до 16 лет.
Во время Великой Отечественной войны территория района трижды становилась ареной жестоких боев между немецкими и советскими войсками. 12 октября 1941 года райцентр заняли моторизированные колонны вермахта.
В ряды Советской Армии были мобилизованы 15 512 жителей района, в том числе — 156 женщин. Всего на фронтах погибло 7 422 жителя района, и ещё 3 362 пропали без вести. С войны не вернулось домой 1539 уроженцев Богодухова, имена которых высечены на плитах Мемориала Славы.
В партизанских действиях против немцев принимали участие боевые группы, состоявшие из местных жителей. Здесь действовали 5 партизанских отрядов под руководством Руденко, Копенкина, Яковлевича, Кизилова, Кулишова. Общая численность отрядов достигала 180 человек. За время немецкой оккупации было повешено и расстреляно 222 человека. На принудительные работы в Германию было вывезено более четырёх тысяч человек, в основном молодёжи.
При освобождении района советскими войсками погибло 6181 солдат и командиров Красной Армии. Наиболее ожесточёнными были бои за посёлки Гуты (589 погибших красноармейцев) и Шаровка (537), села Сухины (387), Крысино (528), Кленовое (501). С советской стороны в боях принимали участие части 6-го танкового корпуса генерал-майора Гетьмана — 22-я и 200-я танковые бригады подполковника Веденичева и полковника Моргунова. В составе корпуса действовали также 1461-й самоходный артиллерийский полк Никулина и 79 гвардейский минометный полк полковника Бондаренко. В течение августа 1943 года Богодуховский район был полностью освобождён советской армией. За участие в борьбе с нацистскими войсками 4350 жителей района были награждены орденами и медалями СССР, а пятеро получили звание Героев Советского Союза.
В 2020 году в рамках «оптимизации» районов в Харьковской области Верховная Рада оставила семь районов, в том числе Богодуховский.
17 июля 2020 года в рамках украинской административно-территориальной реформы по новому делению Харьковской области район был укрупнён и в его состав вошли территории:
- Богодуховского района,
- Валковского района,
- Золочевского района,
- Коломакского района,
- Краснокутского района.

## Население
Численность населения района в укрупнённых границах — 128,4 тыс. человек.
Численность населения района в границах до 17 июля 2020 года по состоянию на 1 января 2020 года — 37 563 человека, из них городского населения — 18 291 человек, сельского — 19 272 человек.
Национальный состав (по состоянию на 1 января 2005 года): украинцы — 37290 (93 %), русские — 1740 (3,8 %), белорусы — 320 (0,7 %), другие национальности — 1145 (2,5 %).

## Административное устройство
7 марта 1923 года правительством УССР постановлением Президиума Всеукраинского Центрального Исполнительного Комитета № 315 от 7 марта 1923 года была принята новая система административного деления территории республики. Уезды и волости были заменены районами и округами. В Харьковской губернии вместо 10 уездов было создано 5 округов, вместо 227 волостей — 77 районов, в том числе небольшой Богодуховский район.
Район в укрупнённых границах с 17 июля 2020 года делится на 5 территориальных общин (громад), в том числе 2 городские и 3 поселковые общины (в скобках — их административные центры):
- Городские:
  - Богодуховская городская община (город Богодухов),
  - Валковская городская община (город Валки);
- Поселковые:
  - Золочевская поселковая община (пгт Золочев),
  - Коломакская поселковая община (пгт Коломак),
  - Краснокутская поселковая община (пгт Краснокутск).

### История деления района

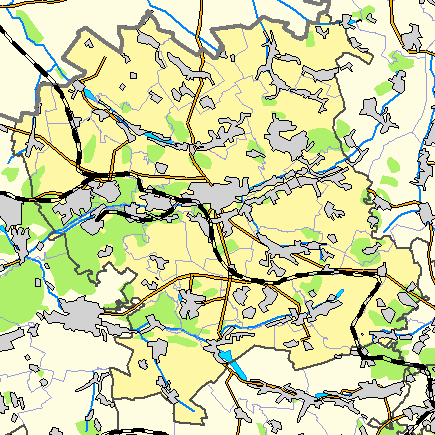
Район в старых границах до 17 июля 2020 года

Район в старых границах до 17 июля 2020 года включал в себя:
| - Городских советов: 1 - Поселковых советов: 2 - Сельских советов: 20 | - Городов: 1 - Посёлков городского типа: 2 - Посёлков: 11 - Сёл: 64 |

Местные советы (в старых границах до 17 июля 2020 года):
| Богодуховский городской совет Гутянский поселковый совет Шаровский поселковый совет Александровский сельский совет Винницко-Ивановский сельский совет Губаревский сельский совет Дмитровский сельский совет Забродовский сельский совет Зарябинский сельский совет Ивано-Шейчинский сельский совет Кленовский сельский совет Крысинский сельский совет | Купьевахский сельский совет Павловский сельский совет Петропавловский сельский совет Полково-Никитовский сельский совет Сазоно-Балановский сельский совет Сеннянский сельский совет Сухининский сельский совет Степнянский сельский совет Ульяновский сельский совет Хрущово-Никитовский сельский совет Червононивский сельский совет |

Населённые пункты (в старых границах до 17 июля 2020 года):
| с. Александровка с. Бабаки с. Бабенки с. Байрак пос. Балабановка г. Богодухов с. Братеница с. Вертиевка пос. Викторовка с. Винницкие Иваны с. Воскобойники с. Воскресеновка пос. Гавриши с. Гарбузы с. Горбановка пос. Горького с. Губаревка пгт Гуты с. Девятибратово с. Дегтяри с. Дмитровка с. Заброды пос. Заречное с. Зарябинка с. Ивановка с. Ивано-Шейчино | с. Кадница с. Кияны с. Кленовое с. Корбины Иваны с. Короткое с. Крупчино с. Кручик с. Крысино с. Купьеваха с. Леськовка с. Лозовая пос. Максимовка пос. Малая Ивановка с. Марьино (Шаровский п/с) с. Марьино (Ульяновский с/с) с. Матвеевка с. Мерло с. Миролюбовка с. Москаленки с. Мусийки с. Новоселовка (Забродовский с/с) с. Новоселовка (Крысиновский с/с) с. Новософиевка с. Новоукраинка с. Павловка с. Павлово | с. Паляничники с. Первухинка с. Першотравневое пос. Першотравневое с. Песочин с. Петропавловка с. Полковая Никитовка с. Репки с. Сазоно-Балановка с. Семёнов Яр с. Сенное с. Скосогоровка пос. Степное с. Сухины пос. Таверовка с. Тимофеевка пос. Ульяновка с. Филатово с. Хрущовая Никитовка пгт Шаровка с. Шигимагино с. Шийчино с. Шкарлаты с. Шубы с. Щербаки с. Яблочное |

Ликвидированные населённые пункты (в старых границах до 17 июля 2020 года)
| с. Деркачи с. Замниусы с. Копанки | с. Мусиенки с. Сахны с. Федоровка | с. Хорунжее |

## Достопримечательности

### Археологические
На востоке от села Полковая Никитовка, где встречаются реки Мерла и Купьеваха было расположено скифское городище средины I тысячелетия до нашей эры. Возле села Хрущовая Никитовка обнаружено городище скифских времён (V—III века до нашей эры).

### Исторические
Как символ событий августа 1943 года на въезде в город Богодухов на постаменте стоит танк Т-34. На постаменте отмечены имена земляков, которые погибли в годы Великой Отечественной войны.

### Природные
- Ботанический заказник местного значения «Тушинский». Площадь — 134,0 га. Занимает часть территории Гутянского лесничества. В травяном покрове растут сон-трава, чистотел большой, зверобой продырявленный, боярышник, бузина красная.
- Ботанический заказник местного значения «Шаровский». Площадь — 146,0 га. Расположен в Шаровском лесничестве. Тут растут ландыш, тысячелистник обыкновенный, чистотел большой, бузина красная и другие растения.
- Общезоологический заказник местного значения «Джерельное». Площадь — 21,0 га. Расположен возле посёлка Ульяновка.
- Энтомологический заказник местного значения «Степной». Площадь — 5,0 га. Находится возле села Степное. На территории заказника растут лекарственные растения, живёт более 40 видов полезных насекомых, в том числе много земляных пчёл, шмелей и бабочек.
- Энтомологический заказник местного значения «Шейчина балка». Площадь — 4,0 га. Это участок возле села Сенное на южном степном склоне балки. Тут растёт ковыль перистый, анемон, ломонос, сон-трава, живёт более 30 видов насекомых-опылителей сельскохозяйственных культур.
- Ботанический памятник природы местного значения «Гутянский дуб-великан». Находится в Гутянском лесничестве. Это дерево возрастом около 350 лет, 25 метров в высоту, диаметр ствола — около 100 см.
- Ботанический памятник природы местного значения «Полянский дуб-великан». Находится в Гутянском лесничестве. Это дерево возрастом около 350 лет, 25 метров в высоту, диаметр ствола — около 120 см.
- Парк-памятник садово-паркового искусства общегосударственного значения «Шаровский». Парк расположен в посёлке Шаровка. История парка и посёлка тесно связаны.

## Видные уроженцы
- Борисов, Валентин Тихонович, композитор, его имя носит музыкальная школа в Богодухове.
- Емельяненко, Григорий Ильич (1908—1945) — советский военачальник, полковник. Родился в селе Купьеваха.
- Емец, Василий Костевич — (15 (27) декабря 1890 года, село, а теперь пгт Шаровка — 6 января 1982 года, Лос-Анджелес, США) — бандурист-виртуоз, бандурный мастер, историк, писатель.
- Ивченко, Виктор Илларионович (1912—1972) — кинорежиссёр, родился в Богодухове.
- Каразин, Василий Назарович, известный учёный, изобретатель, экспериментатор и гражданский деятель, основатель Харьковского университета.
- Микола Хвылевой (Никола́й Григо́рьевич Фитилёв), украинский советский поэт, прозаик, публицист.

### Герои Советского Союза
- Загорулько, Дмитрий Сергеевич
- Коротеев, Константин Аполлонович
- Макаренко, Николай Фёдорович
- Ножка, Степан Захарович
- Шелковый, Сергей Епифанович

### Герои Украины
- Тронько, Пётр Тимофеевич — родился 12 июля 1915 г. в селе Заброды Богодуховского района Харьковской области — государственный и политический деятель, учёный-историк.